# Saba (syn Jokszana)
Saba – postać biblijna, wnuk Abrahama.
Był synem Jokszana i starszym bratem Dedana.